# 幼稚产业理论

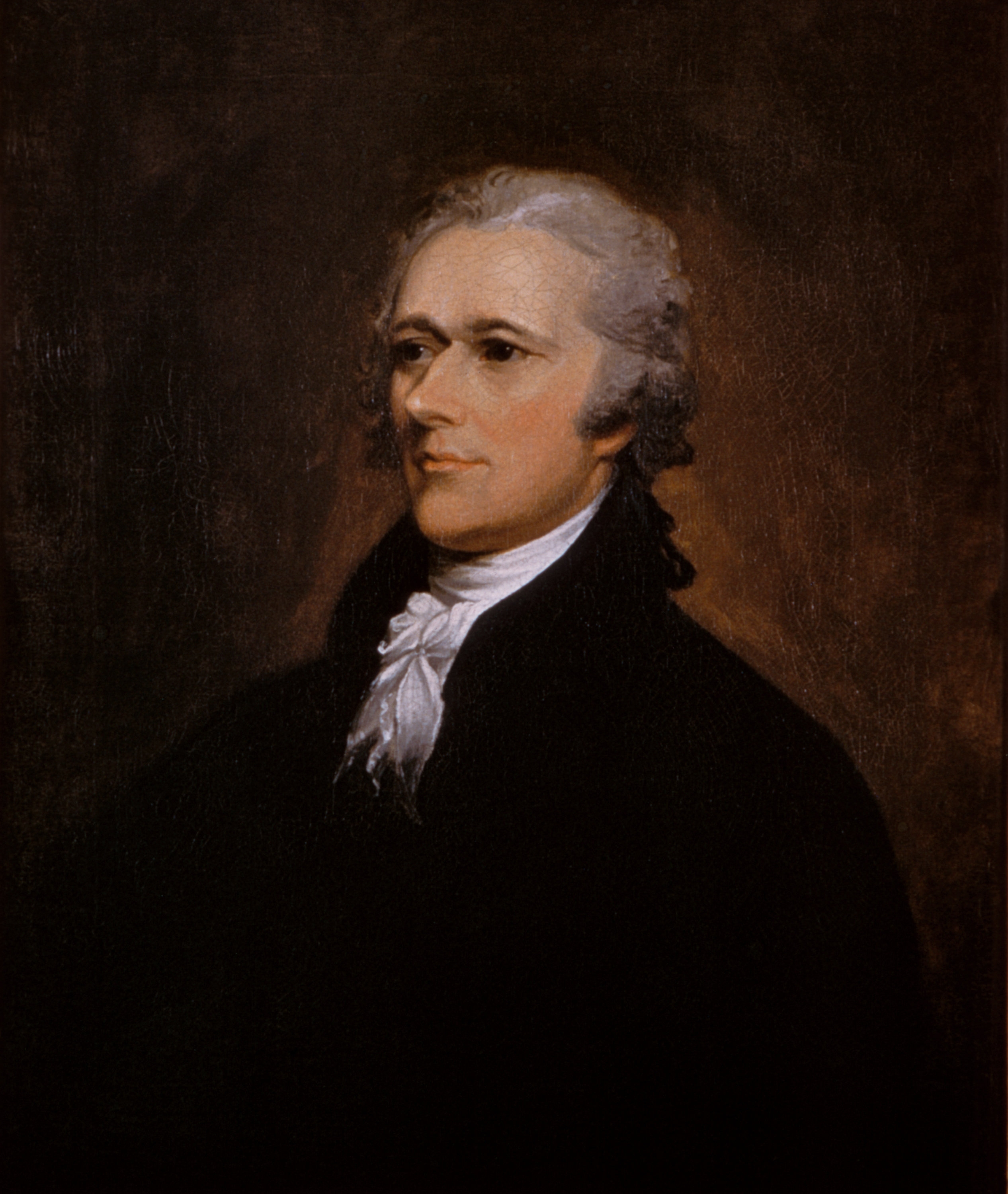
亚历山大·汉密尔顿 第一个明文提出幼稚产业理论

幼稚产业理论，又称幼稚产业保护理论，是与贸易保护主义有关的一项经济学原理。

## 核心观点与发展
该理论的核心观点是，一国处于发展初期的产业，往往不具备国外其他发展较早的公司所具备的规模经济，因此需要对其予以保护，直到这些处于发展初期的产业获得类似的规模经济能力。该理论由亚历山大·汉密尔顿(英語：Alexander Hamilton)于1790年在他的《制造业报告》(英語：Report on Manufactures)中首先明确提出，丹尼尔•雷蒙德(英語：Daniel Raymond)对其进行了系统发展，弗里德里希•李斯特(英語：Friedrich List)于19世纪20年代寓居美国期间接触到这一思想，后来在他1841年的著作《政治经济学的国民体系》(英語：The National System of Political Economy)中整理和完善了该理论。
许多国家都曾依靠关税壁垒成功实现了本国的工业化，例如，自1816直至1945年，美国的关税都是世界最高的。张夏准则指出，“几乎当今所有的富裕国家，都曾利用关税保护主义和贸易补贴，以发展它们本国的工业。”

## 评价
尽管如此，幼稚产业保护主义作为一项政策建议也不无争议，和其他与贸易保护主义有关的经济学原理一样，它也常常被利益寻租者所滥用。此外，即使对幼稚产业的保护出发点并不坏，一国政府也很难判别究竟哪些产业应当受到此种保护；并且相较于国外的同类竞争者，这些“幼稚”产业可能永远也“长不大”。举例而言，20世纪80年代，巴西采取了一项严格控制进口外国生产的计算机的措施，以扶持其国内的尚处于“幼稚”期的计算机制造业。结果，巴西的计算机制造业一直都没有“成熟”起来，其与世界其他地区的技术鸿沟反而拉大了，而这个被保护的制造业，仅仅只从外国学到了低端的计算机制造技术，再将这些低端的计算机高价卖出而已。此外，实施进口壁垒的国家往往也会面临其他国家反施给它的出口壁垒，从而对该国政府意图保护的“幼稚”产业造成潜在的损害。
埃内斯托•塞利略(英語：Ernesto Zedillo)在他致予联合国秘书长的《2000年报告》(英語：2000 report)中，曾建议“将那些处于工业化早期的国家针对其特定产业所采取的的有限的、时效的保护合法化”，并且称“尽管旧有的、旨在扶持进口替代产业的保护模式过于笼统，也确有一些误导性，但因而就走向另一个极端、否定发展中国家积极扶持其国内某一工业部门发展的机会，那也是过犹不及。”